# Hillingdon (districte)
|  | Per a la població del districte de Hillingdon, amb el mateix nom, vegeu Hillingdon |

Hillingdon és un districte de Londres, Regne Unit,

## Barris
El districte de Hillingdon està compost pels següents barris.
| - Cowley - Eastcote - Eastcote Village - Hatton - Harlington - Hayes - Hayes End - Hayes Town - Harefield - Harmondsworth | - Heathrow - Hillingdon - Ickenham - Longford - Newyears Green - North Hillingdon - Northwood - Northwood Hills - Ruislip - Ruislip Common | - Ruislip Gardens - Ruislip Manor - Sipson - Slough - South Harefield - South Ruislip - Uxbridge - West Drayton - Yeading - Yiewsley |